# Миаулис, Афанасиос
Афанасиос Миаулис (греч. Αθανάσιος Μιαούλης; 1815, Идра — 7 июня 1867, Париж) — греческий флотский офицер и политик 19-го века. Премьер-министр Греции в период 1857—1862.

## Биография
Родился на острове Идра в 1815 году. Сын флотоводца и героя Греческой революции Андреаса Миаулиса.
В конце Освободительной войны, в 1829 году, и до официального воссоздания греческого государства, подросток Афанасиос Миаулис учился в Военном училище Мюнхена, как стипендиат баварского короля филэллина Людвига.
По окончании баварского училища, служил 3 года на британском военном флоте, после чего перешёл на греческий флот.
К тому времени европейские монархии согласовали в 1832 году восхождение на трон Греции сына Людвига, принца Оттона I.
Афанасиос Миаулис стал одним из четырёх адъютантов:410 Оттона, не в последнюю очередь в силу своего баварского военного образования, а также знания английского языка.
Позже был вовлечён в политику и был избран депутатом парламента от Идры (25 сентября 1855 года) и принял в октябре пост Морского министра в правительстве Димитриоса Вулгариса:481.

## Крымская война
В годы Крымской войны западно-европейские союзники оказывали давление на Греческое королевство чтобы не допустить его военного выступления против Османской империи оказывая тем самым поддержку России.
Необъявленная война которую Греция вела в приграничных османских регионах привела к оккупации союзниками Пирея.
Оккупация Пирея продолжилась и после окончания Крымской войны (30 марта 1856 года), до февраля 1857 года, поскольку Британия и Франция добивались контроля над финансами Греции и регулирования выплаты внешнего долга королевства.
Как признаёт греческий историк Каролидис, оккупационные войска и не собирались уходить и ушли только после протестов России.
Оккупация продлилась 29 месяцев.

## Премьер министр
Отношения короля и премьер-министра Вулгариса были натянутыми. Вулгарис, который продолжал одеваться в экзотическую для западного европейца одежду острова Идра, не был намерен играть роль придворного премьера, единственную приемлемую Оттоном роль.
В ноябре 1857 года Вулгарис подал в отставку:482.
Король назначил премьером, «лишённого политической изворотливости», но преданного ему, Афанасия Миаулиса.
Новое правительство дало присягу 25 ноября:137.
Премьер Миаулис оставил за собой также пост морского министра.
Начало правления нового правительства было безоблачным. Празднование 25-летия царствования Оттона прошло успешно. Премьер функционировал как королевский приказчик. 1858 год стал спокойным и результативным годом:483.
Министр финансов, Кумундурос, Александрос разрешил с благоприятными условиями вопрос выплаты займа в 60 млн франков, был углублён пролив между островом Эвбея и материком, был протянут подводный телеграфный кабель между столицей и островом Сирос, завершились работы по освещению Афин газом.
Проблемы начали возникать в конце 1858 года и были связаны с международными условиями возведения Оттона на престол, с так называемом «вопросе наследия», поскольку королевская чета оставалась бездетной:483.
Европейские королевские дворы начали подыскивать наследника Оттона.
Одновременно, нарастала антимонархистская борьба греческой молодёжи.
В мае 1859 года король попытался сформировать новое правительство но был вынужден вновь обратиться к своему верному Миалису. И в новом правительстве Миаулис, кроме поста премьер-министра, сохранил за собой пост морского министра:490.
В силу разлада в рядах оппозиции, на выборах в ноябре 1860 года победила правительственная партия.
Так с мая 1861, от имени короля, страной правило третье правительство Миаулиса.
Попирая права оппозиции это правительство закончило свою деятельность получив имя «Кровавое министерство»:491.

## «Кровавое министерство»
6 сентября 1861 года было совершено покушение на жизнь королевы Амалии.
Покушавшийся, студент Аристид Досиос, был приговорён к смерти. Королева сменила приговор на пожизненное заключение:492.
Последовали террор и аресты членов оппозиции.
В том же, 1861, году Миаулис отказался повысить в звании псариота и героя Греческой революции Константина Канариса и присвоил звание единственного в греческом флоте вице-адмирала идриоту и верному царедворцу Антониосу Криезису.
Канарис «вернул и своё звание и мундир и жалованье», что сделало его идолом общественного мнения.
Учитывая настроения в обществе, Оттон попытался сформировать правительство Канариса:493.
Формирование правительство не состоялось из-за разногласий предложенных Канарисом министров. Король одержал тактическую победу, подорвав авторитет Канариса.
Восстание гарнизона Навплиона разразилось в ночь с 3-го на 4 февраля.
Реакция правительства была мгновенной и хладнокровной.
Правительство приняло превентивные меры в Афинах:497 и двинуло правительственные войска на Навплион.
Подавление восстания Навплиона в марте и кровавые события на острове Китнос (см. Леотсакос, Николаос) закрепили за правительством имя «Кровавое министерство».

## Изгнание Оттона
В начале 1862 года Великобритания предложило Оттону передать Ионические острова Греции, при условии отказа от военных планов против Османской империи. Англичане просили также отклонить франко-русское предложение о наследнике греческого трона. Они также просили о формировании нового правительства.
Отказав англичанам в первых двух просьбах, Оттон решил отказаться от услуг верного ему, но дискредитровавшего себя Миаулиса:501.
Афанасиос Миаулис подал в отставку. 7 июня 1862 новое правительство возглавил Геннеос Колокотронис:502.
Новое восстание, в октябре 1862 года, на этот раз в Средней Греции и под руководством Теодора Гриваса вышло из под контроля.
Восстание приняло широкие масштабы, приближаясь к столице. Осознав что и послы «Великих держав» не поддерживают более Оттона, Геннеос Колокотронис отказался произвести массовые аресты военных и политиков, противников Оттона, «чем спас Афины и Грецию от кровавой бани». При этом Геннеос завил: «Династия потерявшая любовь народа, не должна опираться в Греции на насилии»:155.
Оттон был низложен и изгнан из страны:157.
После низвержения Оттона и Амалии и их отбытия из Греции, Афанасиос Миаулис последовал с бывшей королевской четой за границу.
Афанасиос Миаулис вернулся в Грецию с возведением на греческий трон датского принца Георга I (1863), но более не занимался политикой.
Умер четырьмя годами позже в 1867 году в Париже.